# Galería Nacional Húngara
La Galería Nacional Húngara (también conocida como Magyar Nemzeti Galéria) fue instaurada en 1957 como museo nacional de arte. Está localizada en el Castillo de Buda en Budapest, Hungría. Sus colecciones abarcan todos los géneros del arte húngaro, incluidas las obras del siglo XIX y XX de artistas húngaros que trabajaron en París y otras ciudades occidentales. El museo principal de arte internacional en Budapest es el Museo de Bellas Artes.

## Colecciones
La Galería Nacional alberga arte medieval, renacentista, gótico, barroco y arte renacentista húngaro. La colección incluye altares de madera del siglo XV.
El museo exhibe diversas obras de escultores húngaros como Károly Alexy, Maurice Ascalon, Miklós Borsos, Gyula Donáth, János Fadrusz, Béni Ferenczy, István Ferenczy y Miklós Izsó. También expone pinturas y fotografías de grandes artistas húngaros como Brassai y Ervin Marton, parte del círculo de artistas que trabajaron en París antes de la II Guerra Mundial. La galería muestra el trabajo de artistas como Mihály Munkácsy y László Paál. El museo también alberga pinturas de Károly Markó, József Borsos, Miklós Barabás, Bertalan Székely, Károly Lotz, Pál Szinyei Merse, István Csók, Béla Iványi Grünwald, Tivadar Kosztka Csontváry (Ruins of Ancient Theatre, Taormina), József Rippl-Rónai (Models) y Károly Ferenczy.

## Fusión con el Museo de Bellas Artes
En 2008, el director del Museo de Bellas Artes, László Baán, propuso la fusión de su museo con la Galería Nacional, debido al carácter similar de ambas colecciones. Los dos museos junto con el Museo de Arte Contemporáneo Ludwig albergan obras del siglo XX y contemporáneas, la mayoría creadas por artistas húngaros que vivieron en el extranjero. Por tanto, requirió 18 millones de euros para ampliar el museo, que hubiera unificado las distintas colecciones esparcidas por la ciudad. Aunque dicha petición fue denegada en febrero de 2011, Baán presentó un plan alternativo al gobierno para construir dos edificios nuevos por un coste de 150 millones de euros. Concibió los nuevos edificios, uno con arte contemporáneo europeo y otro con fotografía húngara, como una “isla de los museos”, que completarían el Museo de Bellas Artes y el Budapest Art Hall (Műcsarnok) para 2017.
En septiembre de 2011, el secretario de estado para la cultura Géza Szőcs anunció los planes para construir un nuevo edificio próximo a la avenida Andrássy, cerca del Parque de la Ciudad, del Museo de Bellas Artes y del Budapest Art Hall. Dicho edificio albergaría las colecciones actuales de la Galería Nacional Húngara. Este proyecto, que ocuparía todo el bulevar, es también conocido como el Budapest Museum Quarter o Andrássy Quarter.
A principios de diciembre de 2011, Ferenc Csák, director de la Galería Nacional desde 2010 y contrario al proyecto de fusión de la galería con el Museo de Bellas Artes, calificó el plan de “nada profesional, antidemocrático y con poco futuro” y anunció que dimitiría a finales de 2011. Desde entonces no se ha nombrado a un nuevo director y el museo está siendo dirigido por el subdirector general György Szűcs.